# Неоптолем I
Неоптолем I (на старогръцки: Νεοπτόλεμος Α' Ηπείρου, Neoptolemus I) е от 370 до 357 пр.н.е. цар на молосите и хегемон (вожд) на епиротите в Античен Епир от династията на Еакидите (Aiakiden) или Пиридите.

## Живот
Той е син на цар Алкет I († 370 пр.н.е.) и брат на Ариб, с когото управлява заедно.
Неоптолем I е баща на Троас, Александър I от Епир и Поликсена, която става царица Олимпия и майка на Александър Велики.
След смъртта на Неоптолем I през 357 пр.н.е. царството е управлявано само от брат му Ариб, който е женен за голямата му дъщеря Троас. Той става опекун на по-малките му деца Александър и Олимпия.